# محمود الشاذلي
محمود متولي متولي الشاذلي (1940 - 19 مارس 2023)، ممثل مصري، من محافظة كفر الشيخ اشتهر بشخصيات ولاد البلد له العديد من الأعمال أشهرها ليالي الحلمية في دور زعتر صبي قهوة الحلمية.

## أعماله

### أفلام:
1. فيلم أمير الظلام 2002.
2. فيلم مبروك وبلبل 1998.

### مسلسلات:
1. الشهد والدموع
2. أبو العلا البشري.
3. الإمام الغزالي 2012.
4. الخفافيش 2012.
5. ملكة في المنفى 2010.
6. أكتوبر الآخر 2010.
7. المصراوية (ج1) 2007.
8. المصراوية (ج2) 2009.
9. قلب الدنيا 2007.
10. السليمانية 2005.
11. الإمام محمد عبده 2005.
12. الأصدقاء 2002.
13. اوراق مصرية 2002.
14. للعدالة وجوه كثيرة 2001.
15. الشراقي 1997.
16. اهالينا 1996.
17. خالتي صفية والزير 1995.
18. على باب الوزير 1995.
19. عصفور النار 1987.
20. طيور الصيف 1979.
21. لعبة الفنجري.
22. زهرة من بستان.
23. ضمير أبلة حكمت.

## روابط خارجية
- محمود الشاذلي على موقع IMDb (الإنجليزية)
- محمود الشاذلي على موقع الدهليز
- محمود الشاذلي على موقع قاعدة بيانات الأفلام العربية